# Canthigaster bennetti
Canthigaster bennetti is een straalvinnige vissensoort uit de familie van kogelvissen (Tetraodontidae). De wetenschappelijke naam van de soort is voor het eerst geldig gepubliceerd in 1854 door Pieter Bleeker als Tropidichthys bennetti. De soortnaam verwijst naar John Whitchurch Bennett. Die publiceerde in 1834 de bundel A selection from the most remarkable and interesting of the fishes found on the coast of Ceylon: from drawings made in the southern part of that island, from the living specimens, met beschrijvingen en kleurenafbeeldingen van dertig soorten vissen uit Sri Lanka. Nummer 21, Tetrodon ocellatus was volgens Bleeker een afbeelding van deze soort.